# Girtesma messala
Girtesma messala là một loài bướm đêm trong họ Noctuidae.